# Regiunea Pazardjik
Pazardjik sau Pazargik este o regiune (oblastie) din sud-estul Bulgariei. Se învecinează cu regiunile Blagoevgrad, Sofia, Plovdiv și Smolian. Capitala sa este orașul omonim. 

## Comune
Cuprinde 11 obștine (comune):
- Batak
- Belovo
- Brațigovo
- OVelingrad
- Lesiciovo
- Pazardjik
- Panaghiuriște
- Peștera
- Rakitovo
- Septemvri
- Strelcea